# Cañón antitanque M1937 (53-K) 45 mm
El M1937 (designación de fábrica 53-K, índice GRAU 52-P-243-PP-1), era un cañón antitanque ligero de disparo rápido, empleado en las primeras etapas de la Operación Barbarroja. Debido a su insuficiente penetración de blindaje, fue reemplazado en servicio por el M1942 (M-42) 45 mm con caña más larga. Su producción cesó en 1943, con un total de 37.354 unidades construidas entre 1937 y 1943.

## Historia y desarrollo
Fue creado por el diseñador de artillería Mikhail Loginov de la Fábrica N.º 8 (actual Fábrica de maquinarias Kalinin), después del arresto y ejecución del anterior diseñador Vladimir Mijailovich Bering. 
El cañón con la designación de fábrica 53-K (53-К en cirílico) era una versión mejorada del M1932 (19-K) 45 mm, montada sobre un afuste del M1930 (1-K) 37 mm (que era una versión bajo licencia del 3.7 cm Pak 36) y que disparaba proyectiles modernos. Otras mejoras que recibió fueron un cierre semiautomático, nuevas miras telescópicas, botón de disparo, suspensión, montaje fiable del escudo protector y sistema de retroceso. La suma de estas mejoras dio como resultado un muevo modelo, que justificó la nueva designación de fábrica.
Después de completar las pruebas en la fábrica, el entonces experimental cañón fue enviado al NIAP para su evaluación. Desde agosto hasta septiembre de 1937, disparó un total de 897 proyectiles y recorrió un total de 684 km durante todo el período de prueba. A pesar de haber pasado las pruebas de disparo, los muelles de la suspensión del afuste se rompieron durante las pruebas de transporte.
En noviembre de 1937 se construyó un lote de 6 cañones experimentales, que tenían una serie de mejoras respecto al modelo original. Cinco de ellos fueron enviados a pruebas de campo, mientras que uno se quedó en la fábrica. Los cañones fueron probados en la fábrica entre diciembre de 1937 y enero de 1938.
El tercer cañón (caña con número de serie 0734) fue enviado con un armón Ya-3 al NIAP después de haber disparado 605 proyectiles durante las pruebas de fábrica. El personal del NIAP desensambló el cañón y lo volvió a ensamblar incorrectamente, dañando algunas de sus piezas.
El cañón disparó 1.217 proyectiles (de los cuales 798 eran antiblindaje y 419 de alto poder explosivo). Tanto el modelo original como el mejorado del 7 de noviembre de 1937 tenían las mismas cadencias de disparo cuando eran disparados manualmente sin ajustes previos, aunque el M1937 disparaba más rápido que el M1932 cuando se empleaba el botón de disparo, con 13% para proyectiles antiblindaje y 6% para proyectiles de alto poder explosivo. Durante la prueba de disparo, el cañón tuvo 16 fallos, 13 al disparar proyectiles antiblindaje y 3 al disparar proyectiles de alto poder explosivo, parciamente asociados con la calidad de la vaina. El tornillo del mecanismo de retroceso se rompió después de 218 disparos, pero el mecanismo del cierre era generalmente considerado satisfactorio.
Entonces el M1937 recorrió un total de 2.047 km durante las pruebas de transporte, a una velocidad de 30-35 km/h sobre carreteras empedradas, de 50-60 km/h sobre carreteras pavimentadas y de 15-30 km/h a campo través sin un armón.
Tres cañones 53-K (el 1, el 2 y el 4) fueron enviados a pruebas de campo con armones Ya-3 en enero de 1938. También participaron en estas pruebas seis tractores de artillería T-20 Komsomolets. Los cañones dispararon en promedio 450 proyectiles sin fallos, además de viajar desde Moscú a Krasnodar vía Járkov. El cañón entró en producción después de corregirsele algunos defectos mínimos y entró en servicio con el Ejército Rojo el 24 de abril de 1938, recibiendo la designación de "Cañón antitanque M1937 45 mm" (45-мм противотанковая пушка образца 1937 года, en ruso). Su producción en la Fábrica N° 8 cesó el 6 de junio de 1938, pero la Fábrica 235 continuó produciéndolo hasta 1943.

## Historial de combate

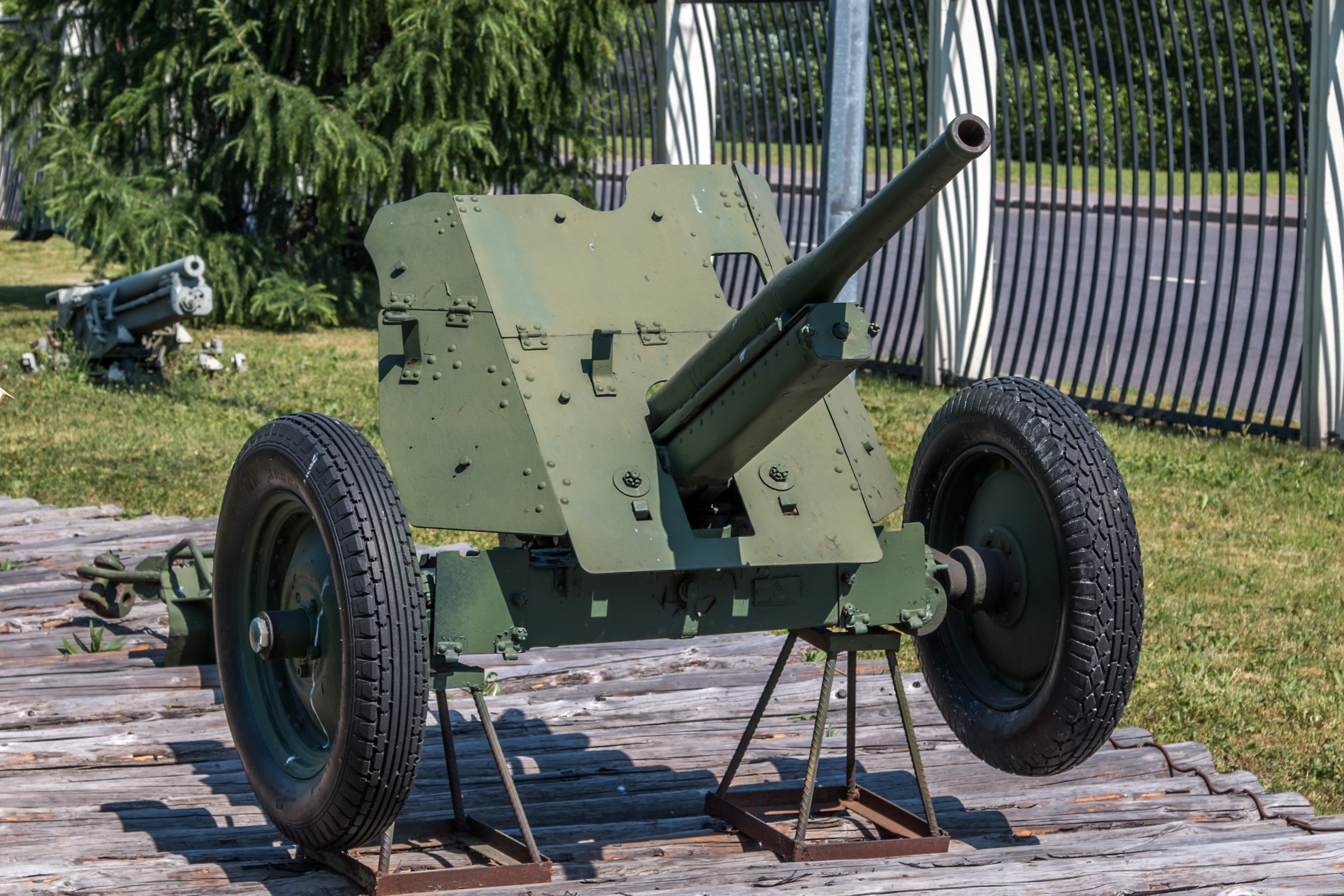
Un AT 53-K de 1937 en el Museo de la Gran Guerra Patriótica, Moscú, Rusia.

Además de haber sido empleados por el Ejército Rojo, los cañones M1937 (53-K) 45 mm también fueron suministrados a la Segunda República Española y empleados por la Batería Antitanque Británica de la XV Brigada de las Brigadas Internacionales desde la Batalla de Brunete en adelante. Richard Baxell observó que en España el cañón "era eficaz incluso contra tanques pesados a distancias de hasta tres kilómetros". 
Estos cañones fueron empleados en las primeras etapas de la Operación Barbarroja, pero su capacidad antiblindaje solamente les permitía enfrentarse con éxito a los tanques ligeros alemanes y los transportes blindados de personal. Los primeros modelos del Panzer III y el Panzer IV también podían ser puestos fuera de combate a corta distancia, pero esto implicaba excesivos riesgos para los artilleros soviéticos. Debido a estas circunstancias, los cañones M1937 fueron reemplazados por el nuevo modelo más potente M1942 (M-42) 45 mm. La producción en masa de los obsoletos cañones M1937 cesó en 1943. Se produjeron un total de 37.354 cañones M1937 (53-K) 45 mm. La designación alemana para los cañones M1937 capturados era 4.5 cm Pak 184/1(r).
Dos cañones de este tipo eran empleados como pelotones antitanque, dentro de cada batallón de infantería. Adicionalmente, 12 cañones eran los batallones antitanque de una división de infantería. También era empleado por los regimientos antitanque independientes (4-5 baterías de 4 cañones).

## Munición
- Tipos de munición:
  - Antiblindaje: AP B-240 / BR-240, antiblindaje compuesto rígido (APCR) BR-240P.
  - Fragmentación.
  - Bote de metralla.
  - Fumígena.
  - Antiblindaje química.
- Peso del proyectil (AP): 1,43 kg
- Penetración de blindaje:
  - Proyectil antiblindaje, a 90°:
    - a 500 m: 43 mm
    - a 1.000 m: 32 mm

  - Proyectil antiblindaje, a 60°:
    - a 500 m: 38 mm
    - a 1.000 m: 23 mm

  - Proyectil APCR, a 90°:
    - a 100 m: 88 mm
    - a 500 m: 66 mm

## Desempeño
| Penetración |       |       |         |         |         |
| Tipo        | 100 m | 500 m | 1.000 m | 1.500 m | 2.000 m |
| APHE        | 61 mm | 46 mm | 32 mm   | 22 mm   | 15 mm   |
| APBC-HE     | 59 mm | 45 mm | 35 mm   | 29 mm   | 26 mm   |
| APCR        | 94 mm | 64 mm | 40 mm   | -       | -       |

## Galería

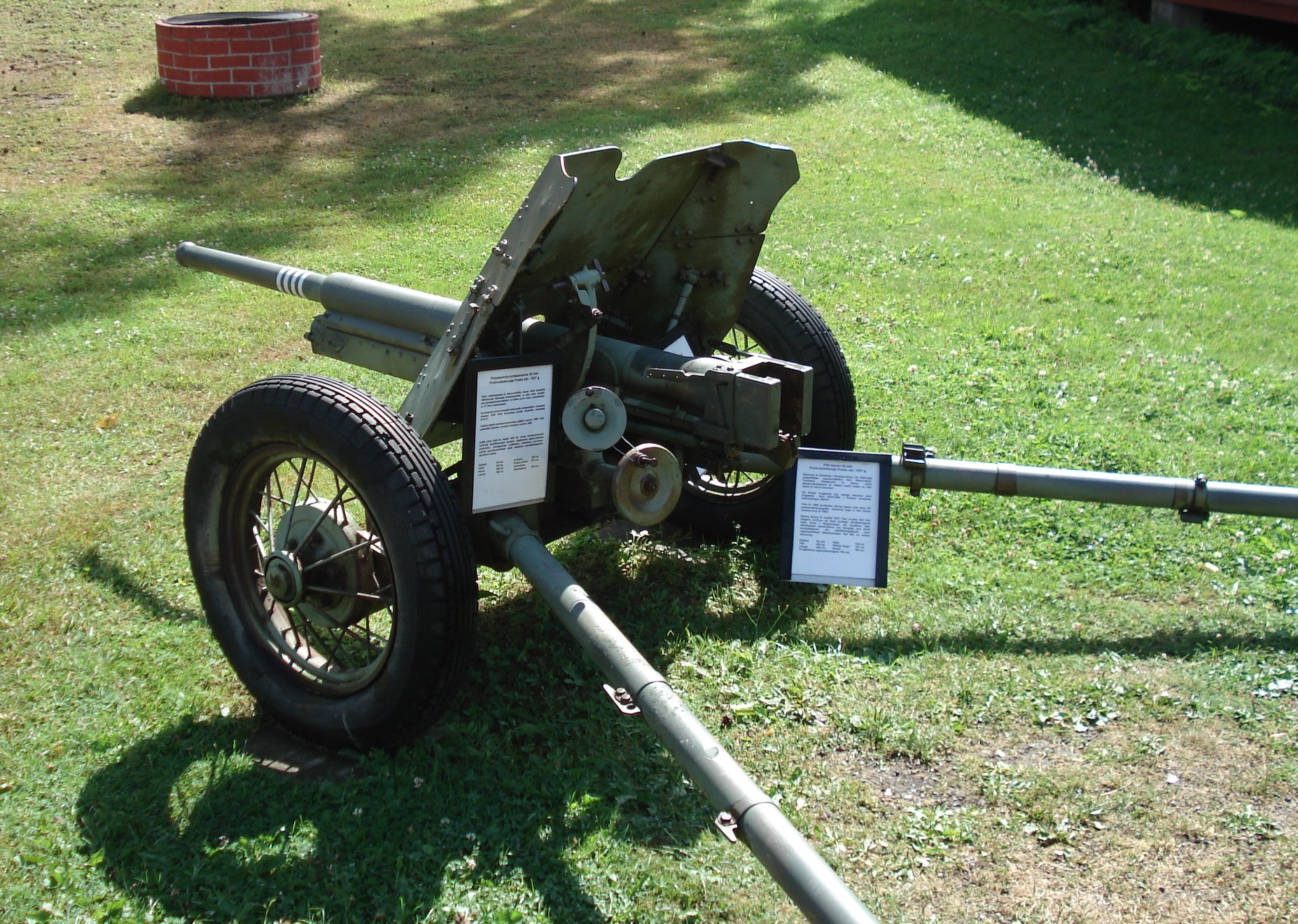
Vista posterior de un M1937 (53-K).
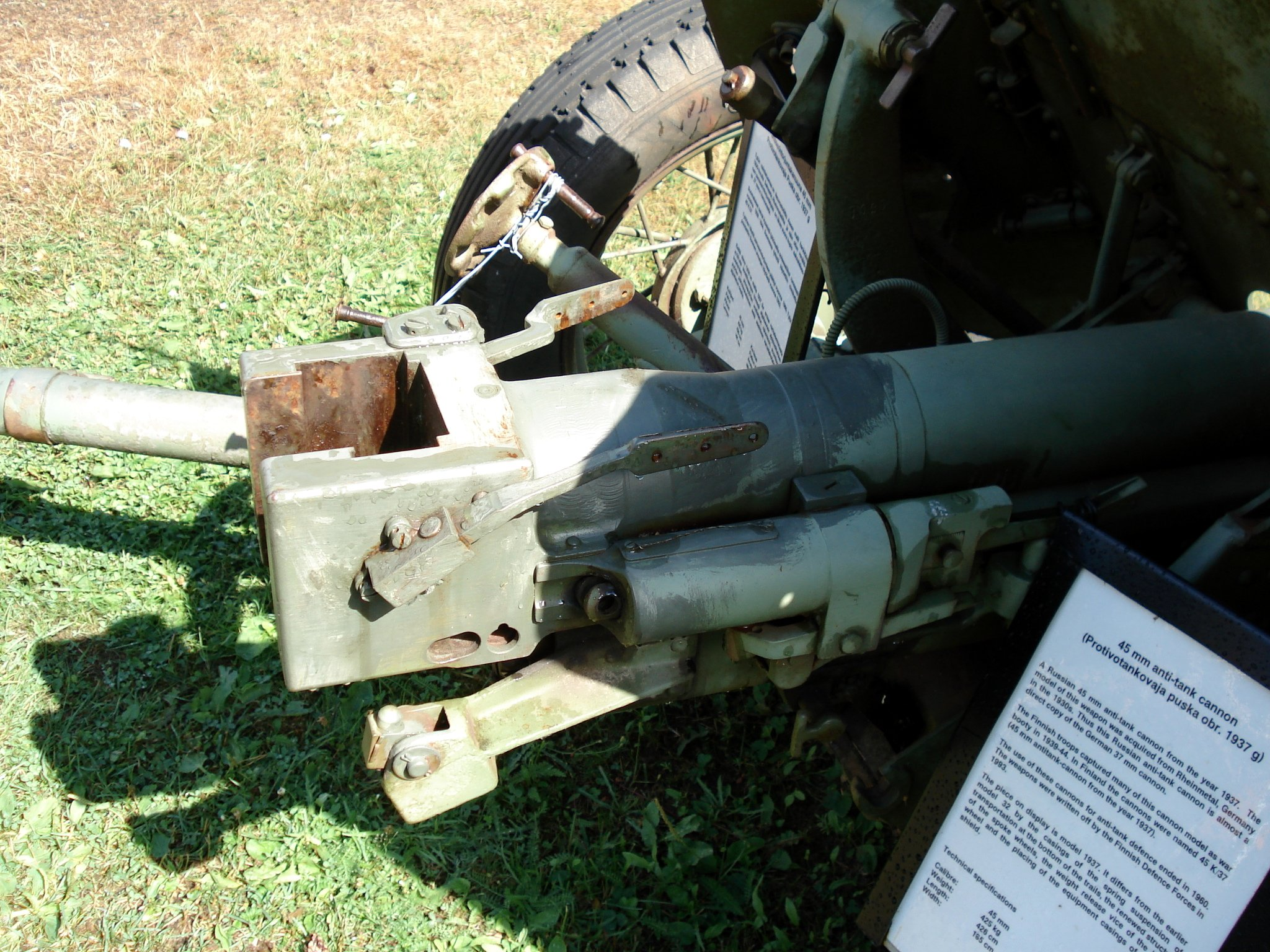
Detalle del cierre.
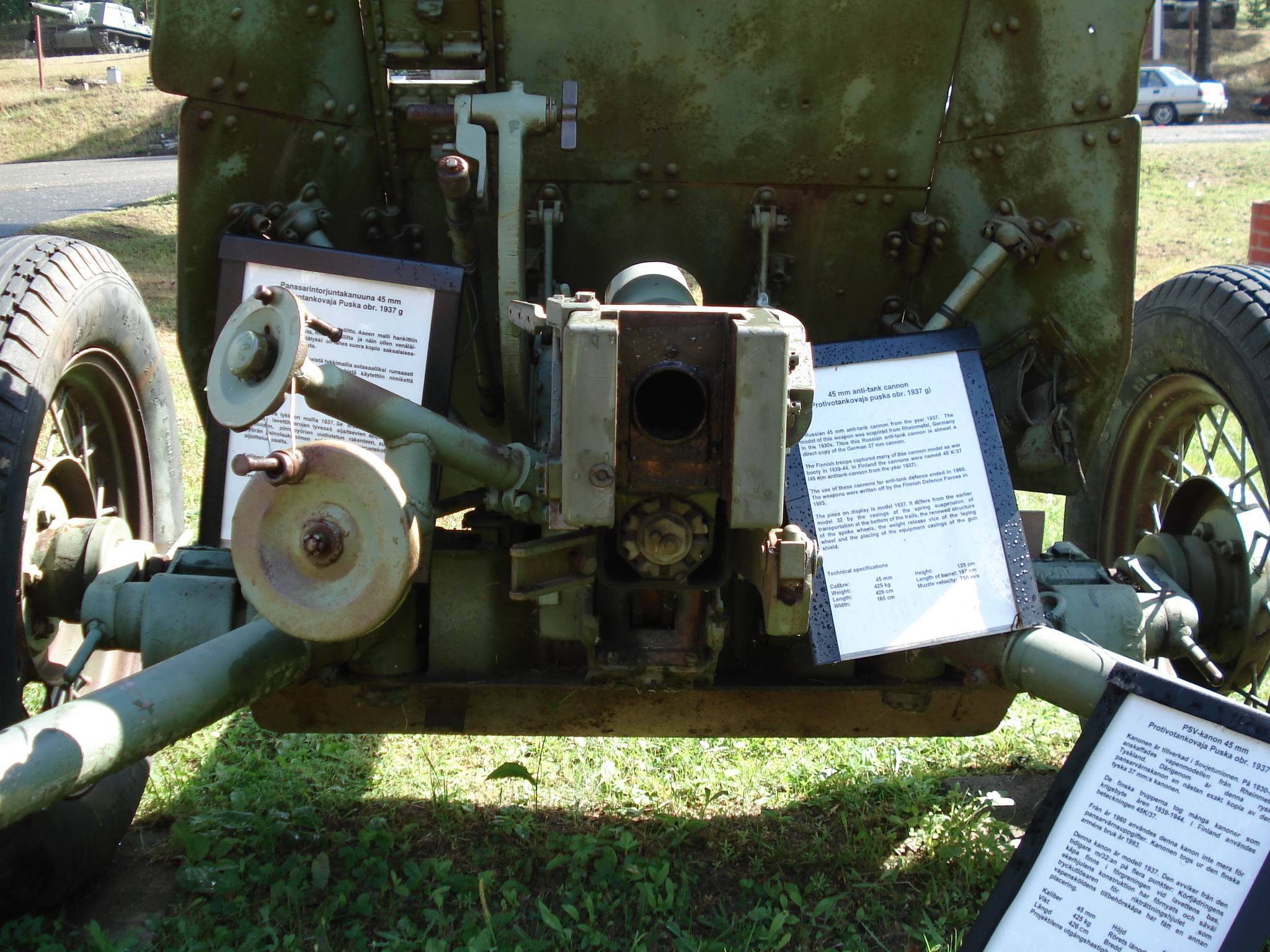
Detalle de los controles y la recámara.
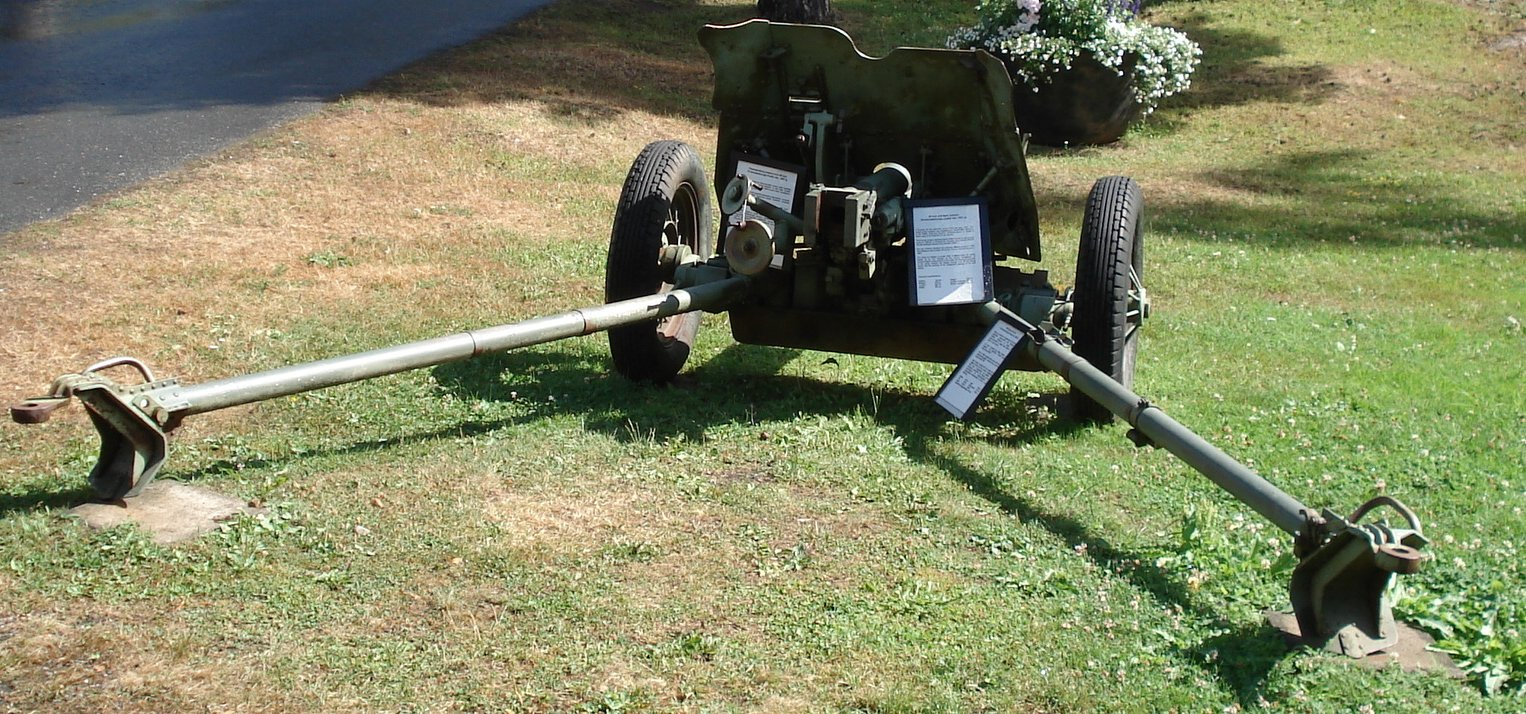